# 異邦人の河
『異邦人の河』（いほうじんのかわ）は、1975年7月1日に公開された日本映画である。115分。
李學仁が脚本・監督で、これが自身の処女作となる。李學仁が、カメラマンのアン・スンミンとともに作った緑豆プロダクションの第1回作品。
製作者として中村敦夫が李學仁とともに名を連ねている。中村敦夫によると、1975年正月、李學仁がシナリオを持参し、中村が代表を務めていた番衆プロダクションを訪れた。シナリオを読んだ中村は「恋の部分はやたらセンチメンタルで、物語の軸の方は、むき出しの政治スローガンだった。乱暴すぎて『作品』になっていなかった」と感じたが、シナリオの持つ「時代へのメッセージ性」を買い、プロデュースを引き受けた。　製作費は中村が提供。米倉斉加年、菅貫太郎、河原崎長一郎、常田富士男、柳生博、小松方正、馬淵晴子、宇津宮雅代、絵沢萠子らが中村の呼びかけに応じ、ノーギャラで出演した。
主演のジョニー大倉（朴雲煥名義）は、1972年に矢沢永吉とともに結成したバンド「キャロル」が75年に解散した後、在日韓国人二世である事をカミングアウトし、この映画に主演した。
ヒロインの大関優子（後の佳那晃子）は、中村敦夫が主演したテレビドラマ『水滸伝』コンテストで二位に入り、審査員を務めた中村のすすめで番衆プロダクションに所属していた。
中村敦夫によると、撮影現場は「険悪」で、日本人、在日韓国人、在日朝鮮人同士で誤解や対立が生じていた。さらに「監督自身の性格の幼稚な部分が、トラブルの原因になることも少なくなかった。公私がごっちゃになり、主演女優に惚れ込んでしまったのはよいが、女優に嫌われ、撮影現場で喧嘩が始まったりした」。こうしたトラブルが怒る度に中村が仲裁に入り、「歴史をきちんと清算しなかったつけが、こんな状況を作ってしまうのかという重い実感があった」という。
東京の日本青年館で先行上映され、「初日から満員だった。九日間で九千人を動員することができた」。その後、全国を巡回し、一年間で資金を回収できたという。

## あらすじ
自動車修理工場で働く青年・李史礼は、ある時、川に身を投げた少女・方順紅を助ける。「山本」と名乗り在日韓国人である事をひた隠す史礼に対し、順紅は、自らを「スノン」と名乗り、当時、朴正煕政権に弾圧されていた金芝河の解放を訴える運動に自ら街頭に立つ少女だった。
史礼は、勤めていた自動車修理工場の社長から、主任に抜擢するから戸籍謄本を提出するように言われる。朝鮮人であることをなぜ隠そうとするのか、順紅に問い詰められた史礼は、彼女の目の前で外国人登録証を引き裂き、「俺は帰化するぞ！」と言い放つ。そんな史礼を「パンチョッパリ（半朝鮮人）！」と罵倒する順紅。
ある日、史礼は朝鮮食品製造を営む池法石と出会った。池は、韓国の左派ジャーナリストであり、金芝河を支援したため朴政権から睨まれ、妻の柳恵栄とともに日本に亡命してきたのだ。池に触発され、次第に民族意識に目覚める史礼。しかし、池は韓国中央情報部（KCIA）の刺客によって妻ともども射殺されてしまう。
一方、順紅の母も、謎の死を遂げる。順紅の父は、日本の植民地だった朝鮮半島で、母親を何者かに殺され、自らも行方不明になっていた。史礼自身、映画の冒頭で何者かに腹部を刺されていた。
度重なる死。植民地時代の日本帝国主義。解放後の軍事独裁政権。日本国内における差別。自分たち民族が多くの暴力に晒されてきたことを自覚した史礼は、ある日、河でナイフを拾った。幻想的なシーンで、史礼は韓国国旗をつけた黒塗りの自動車に乗るKCIAの指揮者と思われる人物にそのナイフを突きつけ、民の声を聞こうとしない彼の耳を切り落とす。

## スタッフ、キャスト

### スタッフ
- 製作・脚本・監督：李學仁
- 製作：中村敦夫
- 撮影監督：アン・スンミン
- 音楽監督：ジョニー大倉
- 美術：篠川正一
- 録音：安田哲男
- 照明：野村隆三
- 編集：長田千鶴子
- 製作主任：松本武顕
- 助監督：石山昭信
- 記録：中山真理
- ネガ編集：南とめ
- スチール：高橋広
- 製作進行：矢野誠

### 出演者
- 李史礼（山本）：朴雲煥（ジョニー大倉）
- 方順紅：大関優子（佳那晃子）
- 尹銀淑（順紅の母）：馬淵晴子
- 方相一（順紅の父）：菅貫太郎
- 方相一の母：岩本多代
- 池法石（金芝河の友人）：中村敦夫
- 柳恵栄（池法石の妻）：宇津宮雅代
- 朴英一（縫製工場社長）：常田富士男
- 朴英一の妻：楠田薫
- 縫製工：三戸部スエ
- 縫製工：絵沢萠子
- 渡辺（修理工場社長）：米倉斉加年
- 修理工場工員：片岡五郎
- 山田（解体工場社長）：小松方正
- 朴英一の同僚：江角英明
- 酒場の客：粟津號
- 朱明淑：出井稚
- 李鐘観：河原崎長一郎
- ＫＣＩＡの狙撃手：藤田敏八
- ＫＣＩＡの狙撃手：東野孝彦（東野英心）
- 韓国大使館員：柳生博
- その運転手：石山雄大

## エピソード
主演のジョニー大倉は、この作品に本名で出演したことにより、ラジオのレギュラー番組を降板したと言われる。